# Куца Балка
Ку́ца Бáлка (з 1960-их до 2016 — Котóвське) — село в Україні, у Вільшанській селищній громаді Голованівського району Кіровоградської області. Населення становить 236 осіб. Колишній орган місцевого самоврядування — Куцобалківська сільська рада.

## Населення
Згідно з переписом УРСР 1989 року, чисельність наявного населення села становила 497 осіб, з яких 217 чоловіків та 280 жінок.
За переписом населення України 2001 року, в селі мешкало 449 осіб.

### Мова
Розподіл населення за рідною мовою за даними перепису 2001 року:
| Мова       | Відсоток |
| ---------- | -------- |
| українська | 96,44 %  |
| російська  | 1,78 %   |
| молдовська | 1,56 %   |
| інші       | 0,22 %   |